# Мар'ївка (Новомиргородська міська громада)
Ма́р'ївка — село в Україні, у Новомиргородській міській громаді Новоукраїнського району Кіровоградської області. Площа населеного пункту — 726 га. Населення становить 200 осіб. Колишній центр Мар'ївської сільської ради.

## Населення
Згідно з переписом УРСР 1989 року чисельність наявного населення села становила 102 особи, з яких 38 чоловіків та 64 жінки.
За переписом населення України 2001 року в селі мешкало 258 осіб.

### Мова
Розподіл населення за рідною мовою за даними перепису 2001 року:
| Мова       | Відсоток |
| ---------- | -------- |
| українська | 93,80 %  |
| російська  | 3,10 %   |
| білоруська | 1,16 %   |
| молдовська | 1,16 %   |
| інші       | 0,78 %   |

## Історія

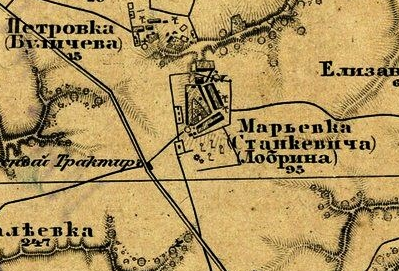
Мар'ївка на військово-топографічній карті 1869 року

Станом на 1886 рік у колишньому власницькому селі Мар'ївка (Лобри) Кам'янської волості Єлисаветградського повіту Херсонської губернії мешкало 456 осіб, налічувалось 108 дворових господарств, існували 2 шинка.
За даними 1894 року у селі Мар'ївка (Лобрина) Мартоноської волості мешкало 761 особа (384 чоловічої статі та 377 — жіночої), налічувалось 138 дворових господарств, існували 2 лавки й винна лавка.
За переписом 1897 року кількість мешканців зросла до 842 осіб (416 чоловічої статі та 426 — жіночої), з яких всі — православної віри.
Згідно з даними перепису 2001 року, у селі проживало 258 мешканців.
Станом на 1 січня 2015 року, у Мар'ївці мешкало 200 осіб.
| 1886 | 1894 | 1897 | 2001 | 2015 |
| ---- | ---- | ---- | ---- | ---- |
| 456  | 761  | 842  | 258  | 200  |
|      | ▲    | ▲    | ▼    | ▼    |

## Інфраструктура
Загальна кількість будинків у селі — 110. В Мар'ївці функціонують клуб, бібліотека та фельдшерсько-акушерський пункт.

### Вулиці
У Мар'ївці налічується 6 вулиць:
- Лесі Українки вул.
- Набережна вул.
- Садова вул.
- Степова вул.
- Центральна вул.
- Шевченка Тараса вул.